# Позориште Березил
Позориште Березил (укр. Березіль) била је авангардна совјетска украјинска позоришна трупа коју је основао Лес Курбас. 

## Историјат
Позориште Березил је трајало од 1922. до 1933. године. Његово првобитно седиште било је у Кијеву, али се 1926. трупа преселила у Харков. Прва представа је изведена 7. новембра 1922.
Назив потиче од имена првог пролећног месеца – марта. Према неким верзијама, „березил” може значити и „април”, а ново позориште је створено 1. априла. Такође, повезује се и са „брезовим пепелом”, јер су Украјинци у марту и априлу палили брезову кору када није било огревног дрвета, и „злом на брезе”, јер су у марту цедили сок са ових дрвећа.
Познато и као Уметничка организација Березил, позориште је обухватало неколико студија, часопис, музеј и позоришну школу. Године 1927. Курбас и Березил су почели тесно да сарађују са украјинским драмским писцем Миколом Кулишем. 
Након продукције Кулишове последње драме Maklena Grasa, Министарство просвете је послало Курбаса у егзил. Тада је Влада преименовала позориште Березил у Позориште Тараса Шевченка.

## Одабране продукције
- Haz (Gas), 1922, аутор Георг Кајзер[4]
- Магбет, 1924, аутор Вилијам Шекспир[5]
- Плес бројева, 1927, режија Лес Курбас, сценографија Вадим Мелер[6]
- Narodnyi Malakhii (The People’s Malakhii), 1927, аутор Микола Кулиш[4]
- Sonata Pathétique, аутор Микола Кулиш[7]
- Maklena Grasa, 1933, аутор Микола Кулиш[4]